# Benjamin Weger
Pour les articles homonymes, voir Weger.
Benjamin Weger est un biathlète suisse, né le 5 octobre 1989 résidant actuellement à Geschinen. Il compte cinq podiums en Coupe du monde.

## Biographie
Benjamin Weger naît le 5 octobre 1989 à Brigue et vit à Geschinen, dans le Haut-Valais. Il est membre du club d'Obergoms. Il commence le ski de fond à l'âge de 10 ans et participe à sa première compétition à 12 ans. Étudiant à l'école de commerce pour les athlètes et les artistes de Brigue, il commence le biathlon en 2006 à l'âge de 16 ans. À la fin de la saison 2005-2006, il participe à ses premières courses internationales dans le cadre de la Coupe d'Europe junior. Lors de sa quatrième course au Gurnigel (Suisse), un départ en masse, il entre pour la première fois dans le top 10. Weger intègre les cadres nationaux suisses en 2007. Il participe pour la première fois aux championnats du monde juniors à Martello (Italie) en 2007 ; il termine 15e de l'Individuel, 11e de la poursuite et 13e du sprint. Il se place plusieurs fois dans les dix meilleurs lors des épreuves de la Coupe d'Europe junior 2007-2008. Aux championnats du monde juniors 2008 à Ruhpolding (Allemagne), il est septième de l'Individuel, cinquième de la poursuite et quatrième du sprint. Weger obtient également des bons résultats aux championnats d'Europe juniors 2008 à Nové Město na Moravě (République tchèque) : il remporte la médaille de bronze du sprint et termine neuvième de l'Individuel. À la fin de la saison, il remporte une épreuve de poursuite de Coupe d'Europe junior à Cesana San Sicario (Italie) après avoir terminé deuxième du sprint. Weger remporte deux médailles d'argent dans les compétitions juniors des championnats du monde de biathlon d'été à La Haute-Maurienne (France) : dans le sprint derrière Martin Fourcade et dans la poursuite derrière Jakov Fak.

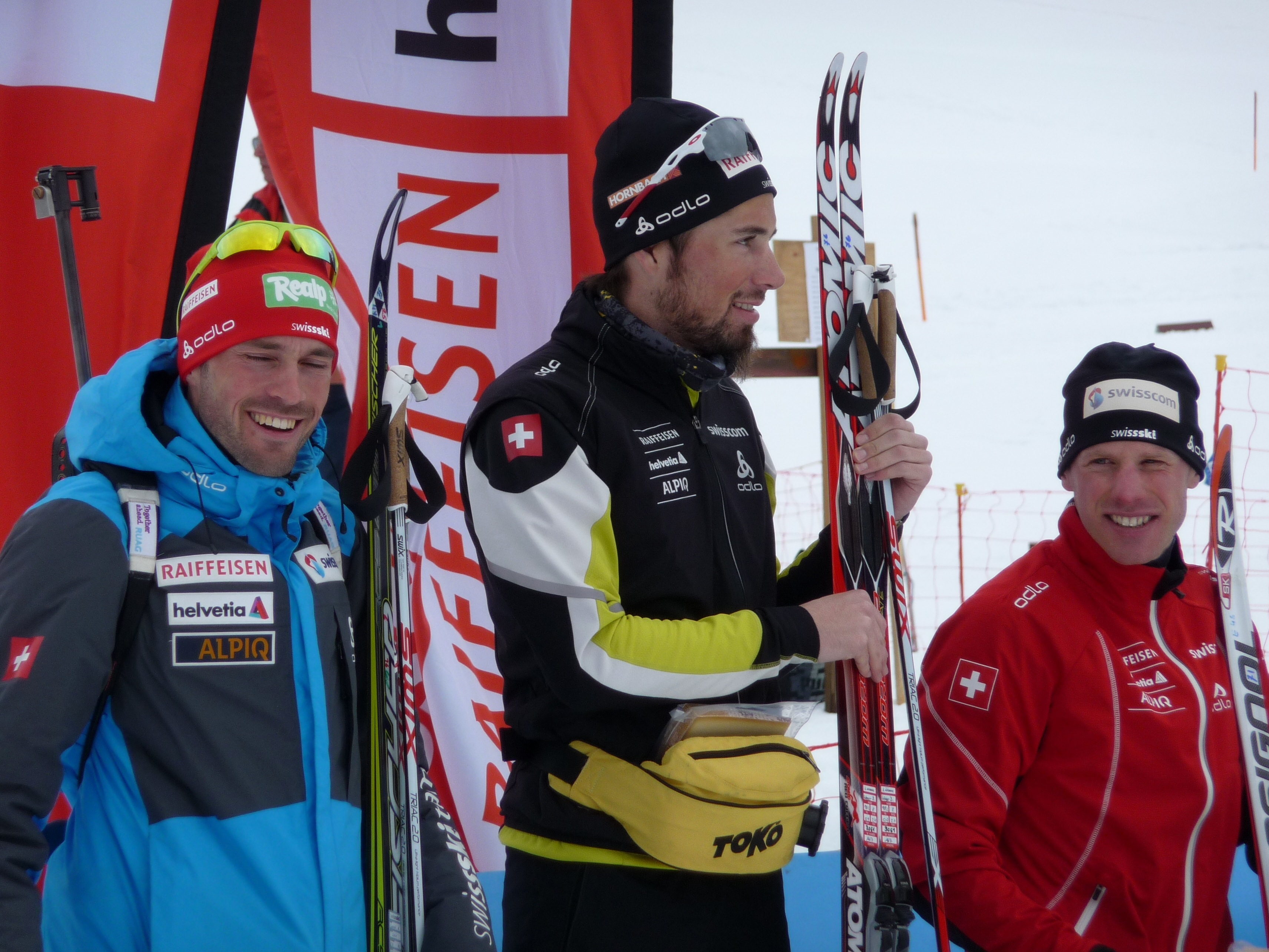
Ivan Joller, Benjamin Weger et Christian Stebler (de gauche à droite) à la remise des médailles du sprint des championnats suisses 2013.

Après une onzième place en Coupe IBU, Weger fait ses débuts en Coupe du monde seniors à Oberhof (Allemagne). Il est neuvième avec le relais suisse. Il participe à sa première course individuelle deux jours plus tard avec une 85e place dans le sprint. Pendant la saison 2009-2010, il termine 19e du sprint de Ruhpolding et marque ses premiers points en Coupe du monde, puis il remporte la médaille d'argent du sprint aux championnats du monde juniors 2009 à Canmore (Canada). Il est également 9e de la poursuite.
Aux Jeux olympiques d'hiver de 2010, organisés à Vancouver (Canada), Benjamin Weger se classe 55e de l'individuel, 69e du sprint et 9e du relais.
Le 16 décembre 2010, Weger monte pour la première fois sur le podium en Coupe du monde avec une deuxième place sur l'Individuel de Pokljuka (Slovénie). C'est le meilleur résultat suisse de l'histoire en Coupe du monde de biathlon. Après un bon début de saison 2011-2012, où il termine notamment septième de la poursuite d'Östersund (Suède), Weger se classe deux fois troisième, sur le sprint puis la poursuite à Hochfilzen (Autriche) en décembre 2011. Il devient le premier biathlète suisse à monter plus d'une fois sur le podium en Coupe du monde. Il est à nouveau troisième du sprint de Kontiolahti (Finlande) en février 2012, pour son quatrième podium en Coupe du monde. À la fin de la saison, il termine septième du classement de Coupe du monde de poursuite et dix-huitième du classement général.
Benjamin Weger est élu « révélation de l'année 2012 » lors de la cérémonie du sportif suisse de l'année. Son meilleur résultat de la saison 2012-2013 est une cinquième place, obtenue sur la poursuite d'Oberhof. Pendant la saison 2013-2014, il termine notamment cinquième de la poursuite du Grand-Bornand (France) et huitième de celle d'Oberhof. Aux Jeux olympiques d'hiver de 2014 à Sotchi (Russie), il se classe 63e du sprint, 48e de l'individuel, 14e du relais et 12e du relais mixte .
C'est aux Jeux d'hiver de 2018, à Pyeongchang, qu'il réalise ses meilleures performances olympiques, se classant sixième de la poursuite et de l'individuel. Lors de la saison 2018-2019, il commence par une deuxième place en relais mixte à Pokljuka, premier podium dans l'histoire du biathlon suisse sur cette discipline. Il reste régulier au niveau individuel, enchaînant les résultats dans le top vingt. Cela aboutit à son meilleur classement général final de sa carrière en Coupe du monde, avec le 14e rang.
Aux Championnats du monde 2020, il se place cinquième de l'individuel, soit son meilleur résultat individuel de la saison et de sa carrière en grands rendez-vous.
En janvier 2021, avec une troisième place à la mass-start d'Oberhof, il monte pour la première fois sur un podium individuel en Coupe du monde depuis 2012 (son cinquième au total). Grâce à un sans faute au tir, il se retrouve seulement à huit secondes du vainqueur Tarjei Bø.
Au retour de sa quatrième participation aux Jeux olympiques (Pékin 2022, où il signe notamment une 19e place sur l'individuel), il annonce le 24 février 2022 qu'il mettra un terme à sa carrière à la fin de la saison en cours.

## Palmarès

### Jeux olympiques
| Épreuve / Édition                | Individuel | Sprint | Poursuite | Départ en masse | Relais | Relais mixte                     |
| Jeux olympiques 2010 Vancouver   | 55e        | 69e    | —         | —               | 9e     | Épreuve inexistante à cette date |
| Jeux olympiques 2014 Sotchi      | 47e        | 62e    | —         | —               | 14e    | 11e                              |
| Jeux olympiques 2018 Pyeongchang | 6e         | 15e    | 6e        | 27e             | 15e    | 13e                              |
| Jeux olympiques 2022 Pékin       | 19e        | 53e    | DNS       | —               | 12e    | 8e                               |

Légende :
- : épreuve ne figurant pas au programme.

### Championnats du monde
| Mondiaux \ Épreuve      | Individuel   | Sprint       | Poursuite    | Départ en masse | Relais       | Relais mixte | Relais mixte simple              |
| 2010 Khanty-Mansiïsk    | JO Vancouver | JO Vancouver | JO Vancouver | JO Vancouver    | JO Vancouver | 12e          | Épreuve inexistante à cette date |
| 2011 Khanty-Mansiïsk    | 34e          | 52e          | 33e          | —               | 17e          | —            | Épreuve inexistante à cette date |
| 2012 Ruhpolding         | 41e          | 36e          | 16e          | DNF             | 7e           | 10e          | Épreuve inexistante à cette date |
| 2013 Nové Město         | 19e          | 25e          | 35e          | 27e             | 17e          | 11e          | Épreuve inexistante à cette date |
| 2015 Kontiolahti        | 30e          | 13e          | 33e          | 29e             | 7e           | 13e          | Épreuve inexistante à cette date |
| 2016 Holmenkollen       | 49e          | 51e          | DNF          | —               | 10e          | 14e          | Épreuve inexistante à cette date |
| 2017 Hochfilzen         | 10e          | 55e          | 53e          | —               | 16e          | 14e          | Épreuve inexistante à cette date |
| 2019 Östersund          | 44e          | 10e          | 8e           | 18e             | 11e          | 11e          | —                                |
| 2020 Antholz-Anterselva | 5e           | 51e          | 59e          | 25e             | —            | 10e          | 5e                               |
| 2021 Pokljuka           | 47e          | 62e          | —            | —               | 11e          | 10e          | 9e                               |

Légende :
- DNF : abandon

### Coupe du monde
- Meilleur classement général : 14e en 2019.
- 5 podiums individuels : 1 deuxième place et 4 troisièmes places.
- 1 podium en relais mixte : 1 deuxième place.

 Dernière mise à jour le 17 janvier 2021 

#### Classements en Coupe du monde
| Saison    | Classement général final | Individuel | Sprint | Poursuite | Mass start |
| 2008-2009 | nc                       |            | nc     |           |            |
| 2009-2010 | 58e                      | nc         | 54e    | 58e       |            |
| 2010-2011 | 39e                      | 22e        | 40e    | 51e       | 46e        |
| 2011-2012 | 18e                      | 54e        | 15e    | 7e        | 25e        |
| 2012-2013 | 41e                      | 48e        | 36e    | 41e       | 44e        |
| 2013-2014 | 37e                      | 50e        | 38e    | 32e       | 38e        |
| 2014-2015 | 17e                      | 12e        | 10e    | 23e       | 27e        |
| 2015-2016 | 35e                      | 66e        | 25e    | 27e       |            |
| 2016-2017 | 30e                      | 8e         | 32e    | 33e       | 32e        |
| 2017-2018 | 15e                      | 19e        | 12e    | 11e       | 24e        |
| 2018-2019 | 14e                      | 69e        | 13e    | 12e       | 13e        |
| 2019-2020 | 30e                      | 6e         | 50e    | 64e       | 27e        |
| 2020-2021 | 22e                      | 34e        | 19e    | 23e       | 17e        |

### Championnats du monde junior
| Épreuve / Édition | Martell-Val Martello 2007 | Ruhpolding 2008 | Canmore 2009             |
| Sprint            | 13e                       | 4e              | Médaille d'argent, monde |
| Poursuite         | 11e                       | 5e              | 9e                       |
| Individuel        | 15e                       | 7e              | 35e                      |
| Relais            | -                         | 11e             | -                        |

### Jeux mondiaux militaires d'hiver
| Épreuve / Édition     | Annecy 2013 |
| 10 km sprint masculin | Argent      |
| Sprint par équipes    | Or          |